# Arctia melanozoster
Arctia melanozoster är en fjärilsart som beskrevs av Edward Alfred Cockayne 1949. Arctia melanozoster ingår i släktet Arctia och familjen björnspinnare. Inga underarter finns listade i Catalogue of Life.